# Parkeston (Schiff)
Die Parkeston war ein dänisches Kombischiff, das vor und nach dem Zweiten Weltkrieg zwischen Dänemark und Großbritannien verkehrte, 1944/45 von der deutschen Kriegsmarine als Wohn- und Zielschiff bei U-Boot-Ausbildungsflottillen genutzt wurde und sein Dasein 1964–1975 als Wohnschiff für Werftarbeiter in Norwegen beendete.

## Bau und technische Daten
Das Motorschiff wurde am 30. September 1924 auf der Werft von Helsingør Jernskibs- og maskinbyggeri A/S in Helsingør mit der Baunummer 173 auf Kiel gelegt und war benannt nach dem kleinen Hafenort bei Harwich, wo ihre vorgesehene England-Route endete. Auftraggeber war die Reederei Det Forenede Dampskibs-Selskab A/S (DFDS) in Kopenhagen. Der Stapellauf erfolgte am 31. Januar 1925, die letzte Probefahrt am 25. Juli 1925, und die Parkeston wurde am 31. Juli 1925 an die Reederei abgeliefert. Das Schiff war 98,75 m lang (Lüa) und 13,41 m breit und hatte 5,38 m Tiefgang. Es war mit 2762 BRT und 1572 NRT vermessen, die Tragfähigkeit betrug 1670 tdw. Insgesamt konnten bis zu 212 Passagiere befördert werden (124 in der 1. Klasse und 88 in der 2. Klasse), dazu 20 Kraftwagen, die per Ladebaum an Bord genommen wurden. Die Parkeston hatte einen Schornstein mittschiffs auf dem Deckshaus und je einen Mast mit Ladebäumen auf dem Vor- und Achterschiff. Zwei 6-Zylinder-Dieselmotoren des Typs 6150-MFX von Burmeister & Wain leisteten insgesamt 3300 PSi und ermöglichten eine Geschwindigkeit von 16 Knoten.

## Geschichte
Die Parkeston fuhr nach ihrer Indienststellung vom 8. August 1925 bis September 1939 im Linienverkehr auf der Route Esbjerg–Harwich. Im Sommer 1935 unternahm sie auch mehrere Fahrten auf der Strecke Esbjerg–Antwerpen–Dünkirchen. Der geplante Dienst von Kopenhagen über Leith (Schottland) nach Island wurde jedoch wegen des Kriegsausbruchs nicht mehr verwirklicht. Ab September 1939 war die Parkeston, ebenso wie ihre Schwesterschiffe England, Jylland und Esbjerg, in Dänemark aufgelegt, die Parkeston ab 23. Mai 1940 in Kopenhagen.
Am 20. Januar 1944 wurden alle vier Schiffe von der Kriegsmarine in Besitz genommen und nach Deutschland überführt, wo sie als Wohn- und Zielschiffe bei verschiedenen U-Boot-Ausbildungsflottillen eingesetzt wurden. Im März 1944 wurde die Parkeston in Pionier umbenannt. Die Pionier diente bis Kriegsende in der Ostsee bei der 21. U-Flottille und der 27. U-Flottille. In der letzten Kriegswoche, am 3. Mai 1945, ankerten die Pionier und fünf weitere bei U-Boot-Ausbildungsflottillen eingesetzte Wohn- und Depotschiffe südöstlich von Fehmarn. Nach einem ersten, erfolglosen Bombenangriff von sieben Hawker Typhoon Kampfflugzeugen der Royal Air Force wurden die Schiffe weiter auseinandergezogen, und drei von ihnen – darunter die Pionier – verlegten auf die Nordseite von Fehmarn, wo die Besatzung die Pionier, obwohl unbeschädigt, auf den Strand setzte und selbst an Land ging. Am Abend griffen elf Hawker Typhoon die südlich von Fehmarn verblieben Schiffe erneut an und versenkten die Swakopmund.
Die Pionier wurde, ebenso wie die Kürassier (die ehemalige Esbjerg), nach Kriegsende in Lübeck liegend von der Royal Navy als Kriegsbeute beschlagnahmt und dann ihrem rechtmäßigen Vorkriegsbesitzer zurückgegeben. Am 23. Juli 1945 übernahmen dänische Besatzungen die beiden Schiffe, um sie nach Kopenhagen zu überführen. Dabei geriet die Esbjerg am 25. Juli bei Stevns Klint auf eine Mine und sank, während die Parkeston am 26. Juli Kopenhagen erreichte.
Nach gründlicher Überholung, mit verlängertem Schornstein und zusätzlichen Kabinen im Achterschiff, eröffnete die weiß gestrichene Parkeston im Dezember 1945 aufs Neue die Esbjerg—Harwich Linie mit einer wöchentlichen Rundfahrt. Als sie im Mai 1947 von einem Trockendock-Aufenthalt in Helsingør nach Esbjerg lief, beschädigte eine Mine ihr Heck und die Maschinenanlage, was erneute Reparaturen notwendig machte; erst am 12. Oktober war sie wieder im Einsatz. Nach kurzer Überholung im August 1949 wechselte das Schiff am 3. September 1949 auf die Route Kopenhagen–Aalborg–Newcastle, die es bis zum 23. April 1953 bediente. Vom 23. Juni bis zum 15. September 1953 ersetzte die Parkeston die durch einen Brand in Harwich beschädigte und dort gekenterte Kronprins Frederik auf der Strecke Esbjerg–Harwich. Vom 17. September 1953 bis zum 15. September 1963 fuhr sie dann im Sommerverkehr zwischen Esbjerg und Newcastle. Beim Klaksvík-Konflikt 1955 um die Absetzung des Chefarztes von Klaksvík auf den Färöern sollte die Parkeston am 22. April 1955 den färöischen Ministerpräsidenten Kristian Djurhuus und 120 Polizeibeamte nach Klaksvík bringen, um den Aufruhr zu beenden. Da die Einwohner von Klaksvík die Hafeneinfahrt durch ein altes mit Sprengstoff beladenes Schiff blockierten, lief die Parkeston verschiedene Häfen auf den Färöern an, ohne je nach Klaksvík zu gelangen. Der Konflikt wurde schließlich durch einen Kompromiss beendet.
Ab 15. September 1963 war das Schiff aufgelegt, und am 18. September 1964 wurde es an die Akers mekaniske verksted A/S in Oslo verkauft. Dort diente das Schiff, in Aker-2 umbenannt, vom 21. September 1964 bis zum 15. September 1975 als Wohnschiff für Werftarbeiter. Dann wurde es bei Paul Bergsøe & Son auf der Insel Masnedø (Dänemark) verschrottet.